# Archer City
Archer City és una ciutat i capital del Comtat d'Archer a l'estat de Texas dels Estats Units d'Amèrica. Segons el cens dels Estats Units del 2000 tenia 1.848 habitants.

## Demografia
Segons el cens del 2000 Archer City tenia 1.848 habitants, 758 habitatges, i 506 famílies. La densitat de població era de 322,9 habitants per km².
Dels 758 habitatges en un 33,5% hi vivien nens de menys de 18 anys, en un 56,2% hi vivien parelles casades, en un 8,4% dones solteres, i en un 33,2% no eren unitats familiars. En el 30,5% dels habitatges hi vivien persones soles el 14,6% de les quals corresponia a persones de 65 anys o més que vivien soles. El nombre mitjà de persones vivint en cada habitatge era de 2,38 i el nombre mitjà de persones que vivien en cada família era de 2,99.
Per edats la població es repartia de la següent manera: un 25,6% tenia menys de 18 anys, un 7,5% entre 18 i 24, un 25,9% entre 25 i 44, un 22,5% de 45 a 60 i un 18,5% 65 anys o més.
L'edat mitjana era de 39 anys. Per cada 100 dones de 18 o més anys hi havia 83,1 homes.
La renda mitjana per habitatge era de 29.886 $ i la renda mitjana per família de 36.563 $. Els homes tenien una renda mitjana de 29.524 $ mentre que les dones 18.977 $. La renda per capita de la població era de 19.140 $. Aproximadament l'11,3% de les famílies i el 13,5% de la població estaven per davall del llindar de pobresa.

## Poblacions properes
El següent diagrama mostra les poblacions més properes.

## Galeria

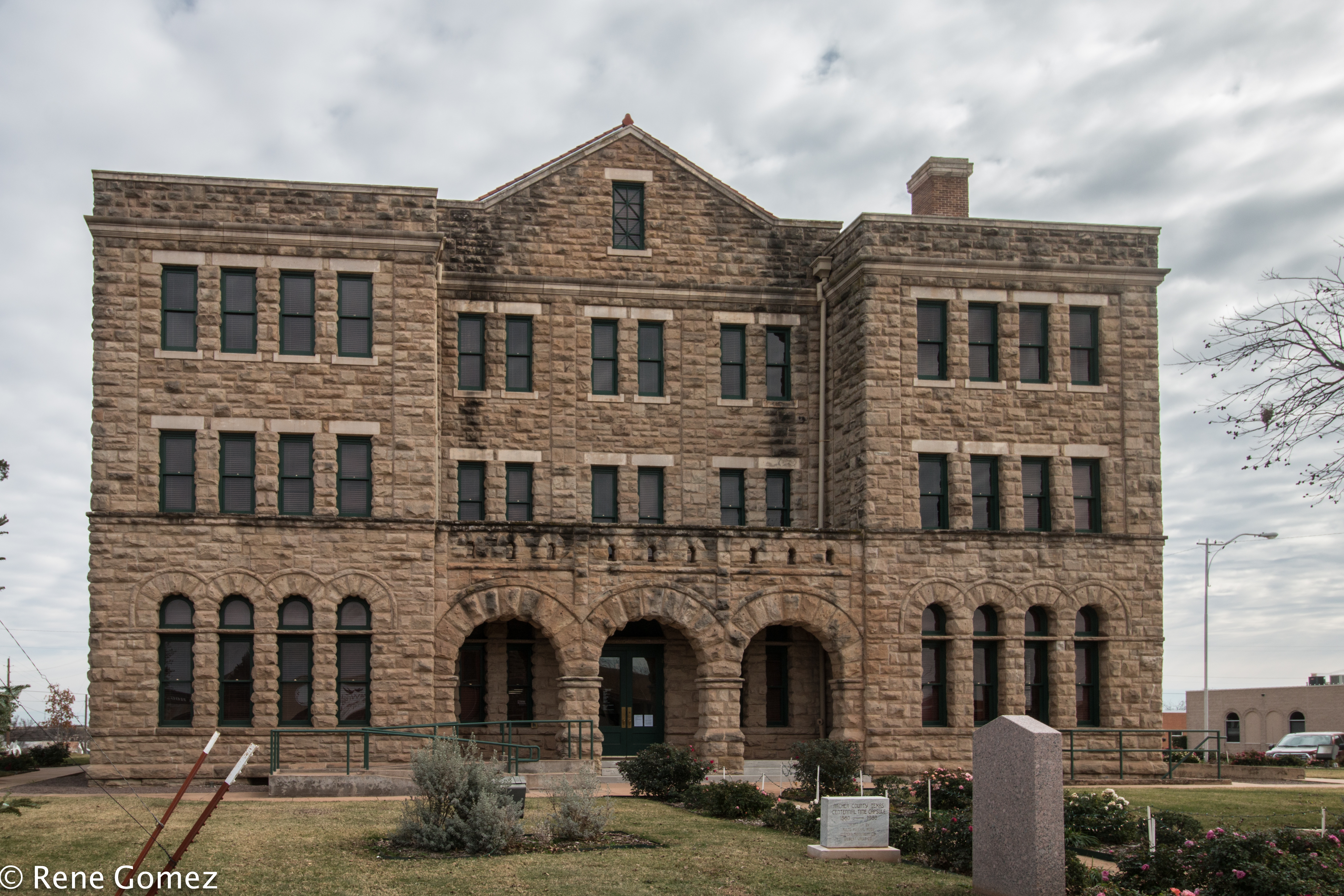
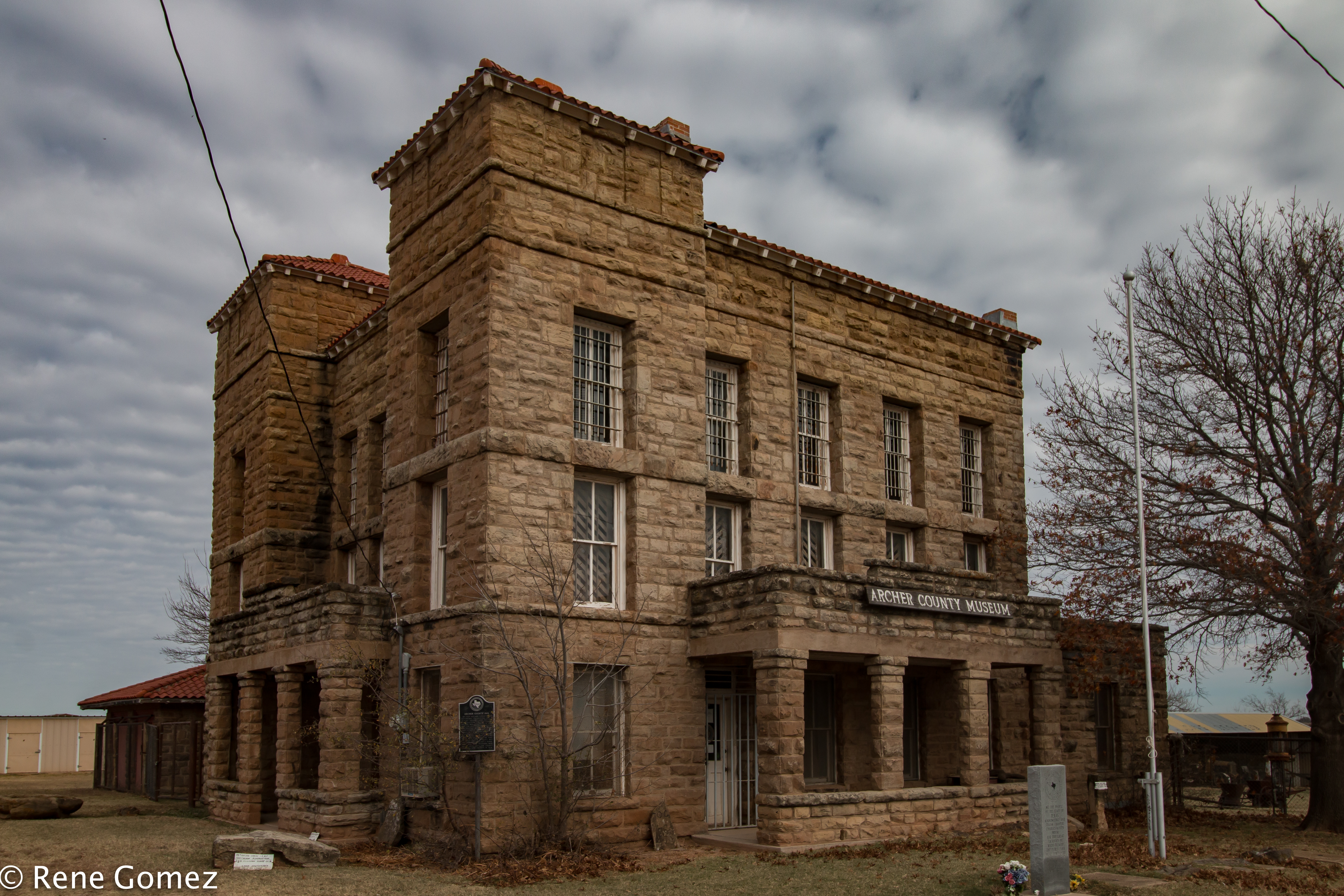
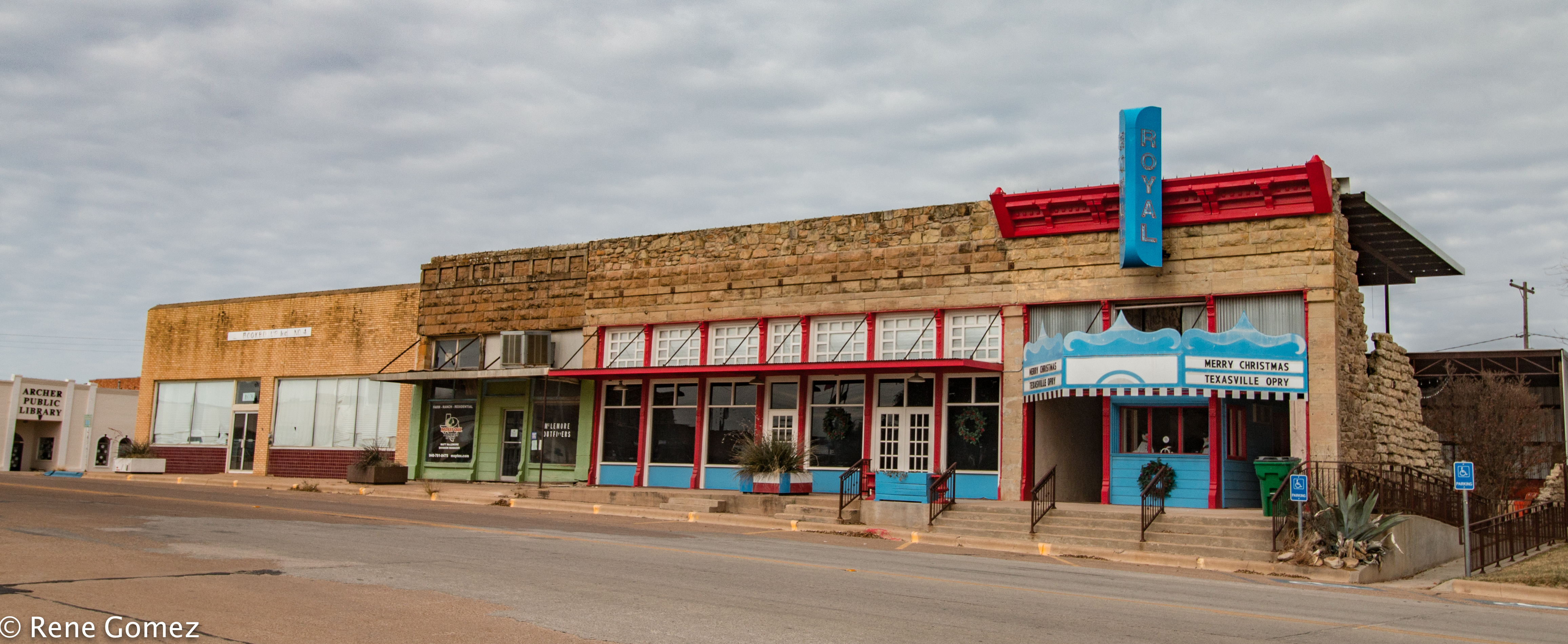
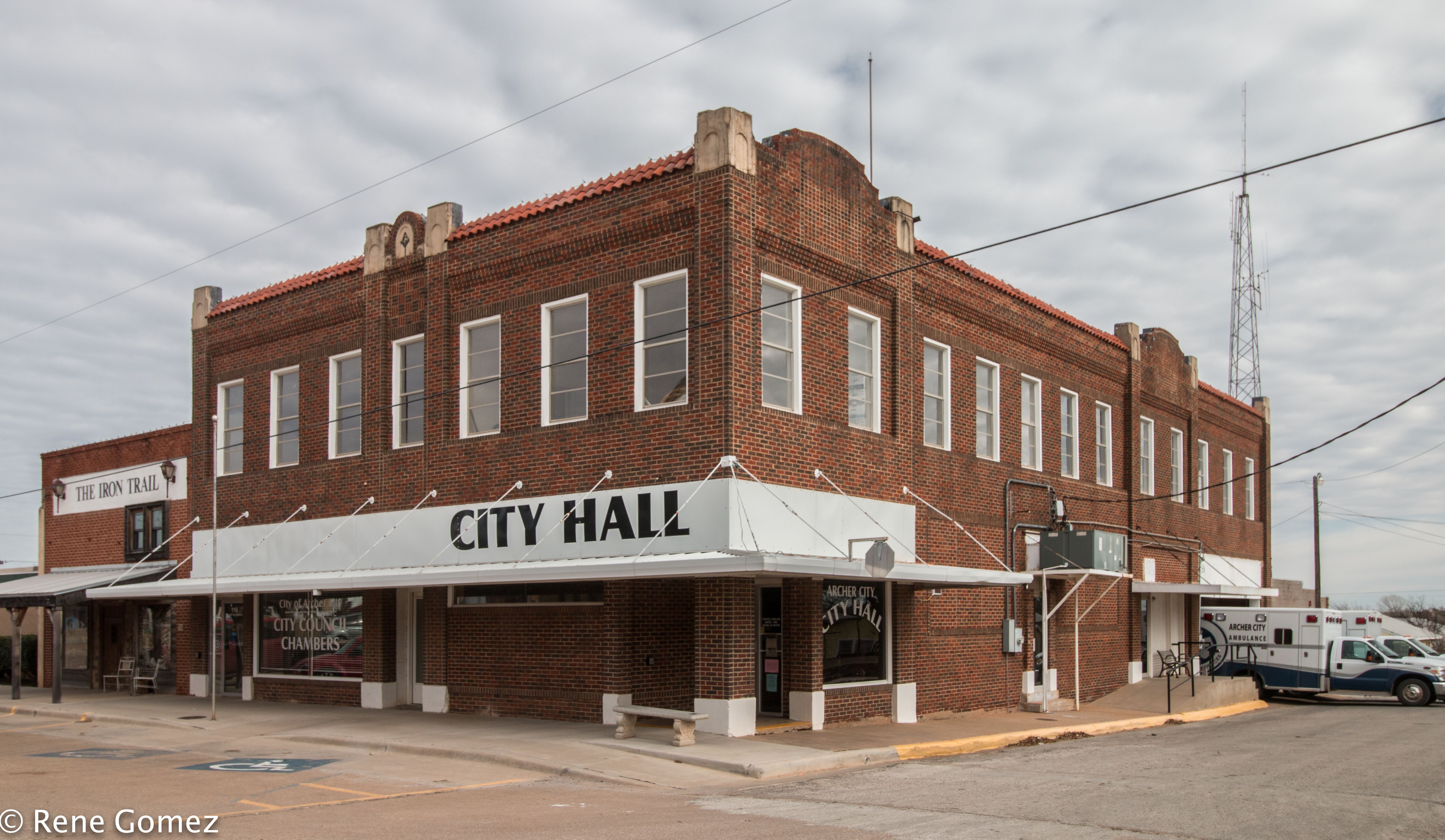
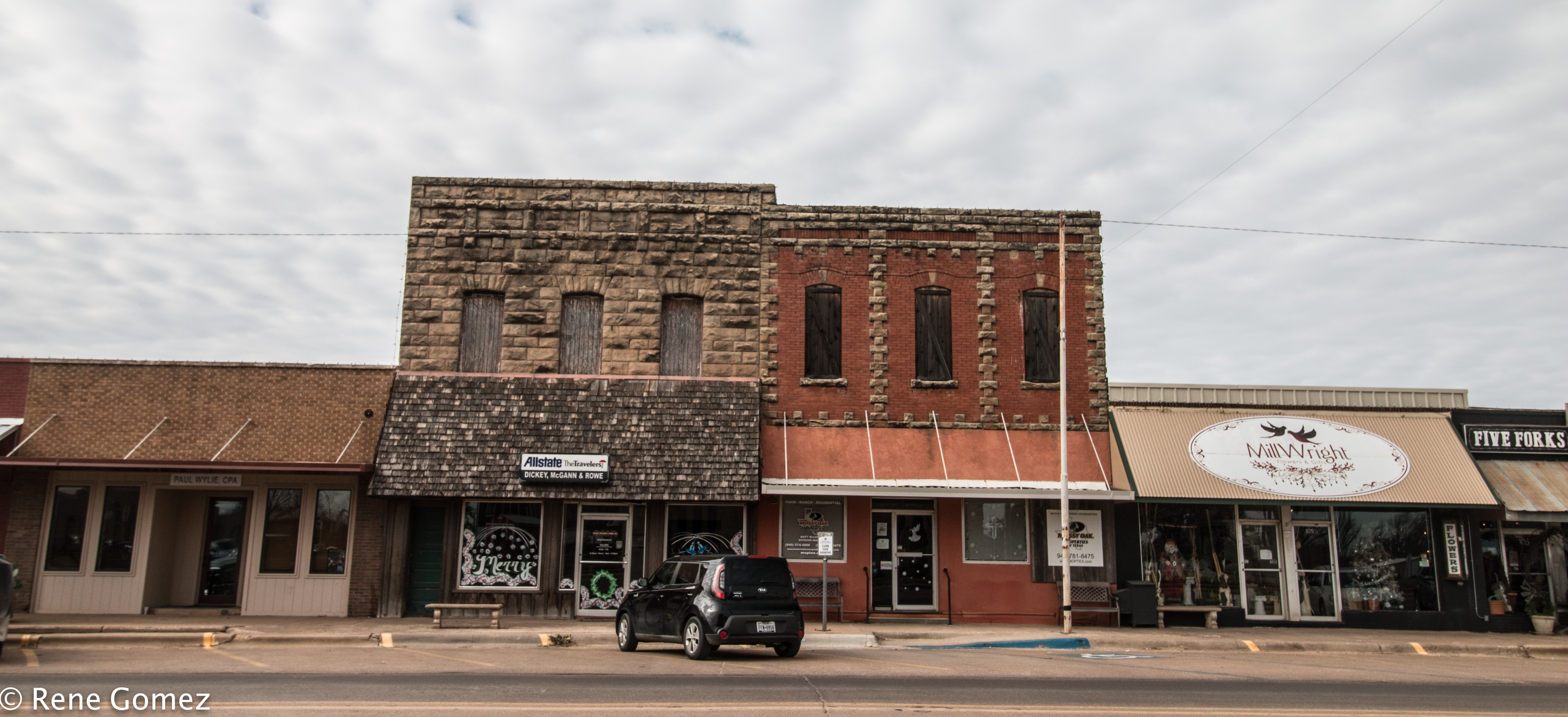